# Кастелеоне ди Сваза
Кастелеоне ди Сваза (итал. Castelleone di Suasa) насеље је у Италији у округу Анкона, региону Марке.
Према процени из 2011. у насељу је живело 1177 становника. Насеље се налази на надморској висини од 201 м.

## Становништво
| 1936. | 1951. | 1961. | 1971. | 1981. | 1991. | 2001. | 2011. |
| ----- | ----- | ----- | ----- | ----- | ----- | ----- | ----- |
| 2.156 | 2.149 | 1.850 | 1.480 | 1.541 | 1.641 | 1.689 | 1.702 |